# Ernesto Lucena Quevedo
Ernesto Lucena Quevedo (Bogotá, 17 de noviembre de 1940) es un abogado y político colombiano, que se desempeñó como miembro de la Cámara de Representantes de ese país. 

## Biografía
Nacido en noviembre de 1940, estudió Derecho, graduándose de Abogado. Comenzó su carrera en el sector público como funcionario de la Superintendencia Bancaria.
Miembro del Partido Liberal, sirvió como Secretario de Gobierno de Bogotá durante la presidencia de Misael Pastrana Borrero. A esto le siguió su elección como Concejal de Bogotá. Fue fundador de los movimientos Bogotá Liberal y Frente por la Democracia. En las elecciones legislativas de 1978 resultó elegido Representante a la Cámara por su ciudad natal.
Estando en este cargo, en 1982, fue expulsado del Nuevo Liberalismo de Luis Carlos Galán por ser aliado del congresista antioqueño Jairo Ortega Ramírez, cuyo suplente fue Pablo Escobar Gaviria, ingresando al partido político de Alberto Santofimio Botero. Tras la caída en desgracia de Escobar en 1984, Lucena bajó su perfil y en 1990 se retiró del Congreso.
Tras retirarse de la política, se ha desempeñado como abogado asesor de militares retirados.

### Familia
Lucena Quevedo fue hijo del también congresista y fiscal tolimense Ernesto Lucena Bonilla y de María Quevedo. Por la rama paterna, fue sobrino del abogado Álvaro Lucena Bonilla y hermano del científico Elkin Lucena Quevedo, quien, en 1985, logró la primera fertilización In Vitro en América Latina. Por el lado materno, también es tataranieto de José Ignacio Quevedo Amaya, médico antioqueño que realizó la primera cesárea en Colombia, bisnieto del médico Tomás Quevedo Restrepo, primero en hacer una craneotomía en Colombia, y pentanieto del abogado y político José Félix de Restrepo.
Hijo suyo es el deportista y político Ernesto Lucena Barrero.